# RD-861K
RD-861Kはウクライナの液体燃料ロケットエンジンである。ツィクロン-4の3段目のエンジンとして設計された。ピッチ軸とヨー軸の制御ができ、ジンバルによって2軸の推力偏向制御も可能である。

## RD-861とRD-861Kの比較
エンジンはツィクロンの3段目に使用されるRD-861系列を元に設計された。原型機種から大きな変更点は無く、エネルギー特性と高い信頼性を継承している。RD-861Kは原型機種と比べて以下の点が改良されている。
- 比推力が15.6秒向上した
- 3回まで再着火が可能となった
- 高圧の燃料によって推力偏向制御が可能となった
- 燃料の原価に占める割合を±1,0%以内に収めた

| 要素                | RD-861 | RD-861K | 差    |
| ------------------- | ------ | ------- | ----- |
| 真空中での推力 (kN) | 78.71  | 77.63   | -1.08 |
| 比推力 (秒)         | 317    | 330     | +15,6 |
| 燃焼時間 (秒)       | 130    | 370     | ×2,9  |
| 打ち上げ回数        | 1      | 3       | ×3    |

## 性能
RD-861Kは自己着火性を持った非対称ジメチルヒドラジンと四酸化二窒素の組み合わせを推進剤として用いる。単一の燃焼室を備え、3回まで再着火が可能である。ターボポンプを駆動したガスは主燃焼室へ送られ、燃料を加えられた上で燃焼する。始動時にはヘリウムガスがタービンへ供給されてターボポンプを駆動する。このヘリウムは格納容器に貯蔵される。
推力変更には加圧された燃料を作動流体としてアクチュエータで使用する。
燃料成分の比率は±1.0％以内に維持される。

## 試験
2007年1月以来、ユージュマシュとユージュノエ設計局はツィクロン4の第3段用として複数回の再着火能力を備えるRD-861Kの燃焼試験を行った。
2009年第一半期、1台は標準的なノズルを備え、もう一台は炭素繊維強化炭素複合材料のノズルを備える2基のRD-861Kが試験された。仕様上の最大連続燃焼時間は450秒だったが、一方は1053秒間、一方は1219秒間、合計2272秒間の燃焼試験が行われた。
最大の燃焼時間は450秒だった。